# 屠仲律
屠仲律（1521年—1561年），字宗豫，直隸營州中屯衛軍籍，祖籍浙江平湖縣，明朝政治人物。

## 生平
嘉靖十九年（1540年）庚子科順天府鄉試第四十九名。嘉靖二十九年（1550年）庚戌科進士。历官弋阳县知县、庐州府知府。为官廉洁。因积劳卒，年四十一岁。

## 家族
曾祖屠機，贈刑部尚書；祖父屠勳，太子太保刑部尚書 贈太保 諡康僖；父屠應埈，右春坊右諭德。母項氏。慈侍下。